# Ока
Ока́ — река в европейской части России, крупнейший и наиболее многоводный правый приток Волги. Длина — 1500 км. Площадь водосборного бассейна — 245 тыс. км². Среднегодовой расход воды в районе города Горбатова — 1258 м³/с.

## Этимология
По мнению М. Фасмера, название Ока родственно гот. aƕa «река», др.-в.-нем. aha, ср.-в.-нем. ahe «вода, река», нов.-в.-н. Аа — название реки в Вестфалии, Швейцарии; лат. aqua «вода».
Фасмер ставит под сомнение балтийское происхождение гидронима — связь с лит. akas «полынья», латыш. aka «колодец». Совершенно невероятным он считает прибалтийско-финское или марийское происхождение гидронима (от фин. joki «река» или мар. aka «старшая сестра») — эти попытки объяснения отвергаются и некоторыми другими исследователями. О. Н. Трубачёв полагает, что гидроним всё же скорее балтийского происхождения, поскольку это лучше объясняет форму Ока́.
Согласно версии Х. Краэ, славяне адаптировали субстратный гидроним «древнеевропейского» типа: Ока ← aqṷā «вода».
Гипотеза В. Н. Топорова о происхождении гидронима Ока из балтийских языков основывается на сопоставлении названия Ока с рядом литовских названий озёр и латышских микрогидронимов, образованных из лит. akis, латыш. acis, akacis — «1) незамерзающее место в реке, озере, болоте; 2) прорубь; 3) небольшое открытое пространство воды в зарастающем озере или болоте; 4) бьющий из глубины ключ; 5) глаз».

## Течение

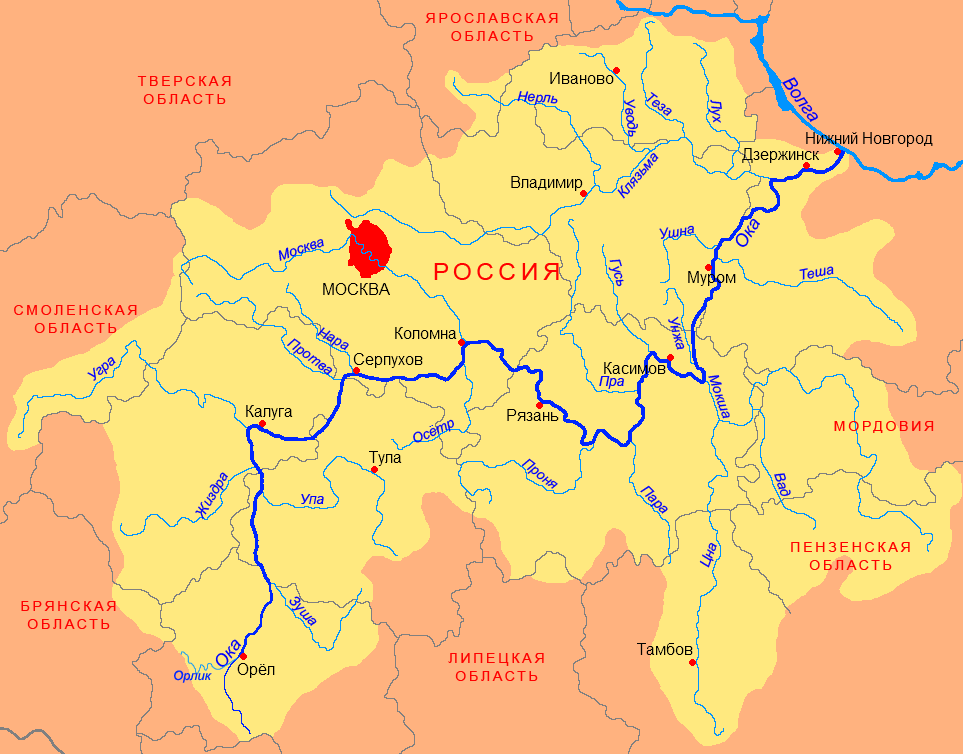
Бассейн Оки

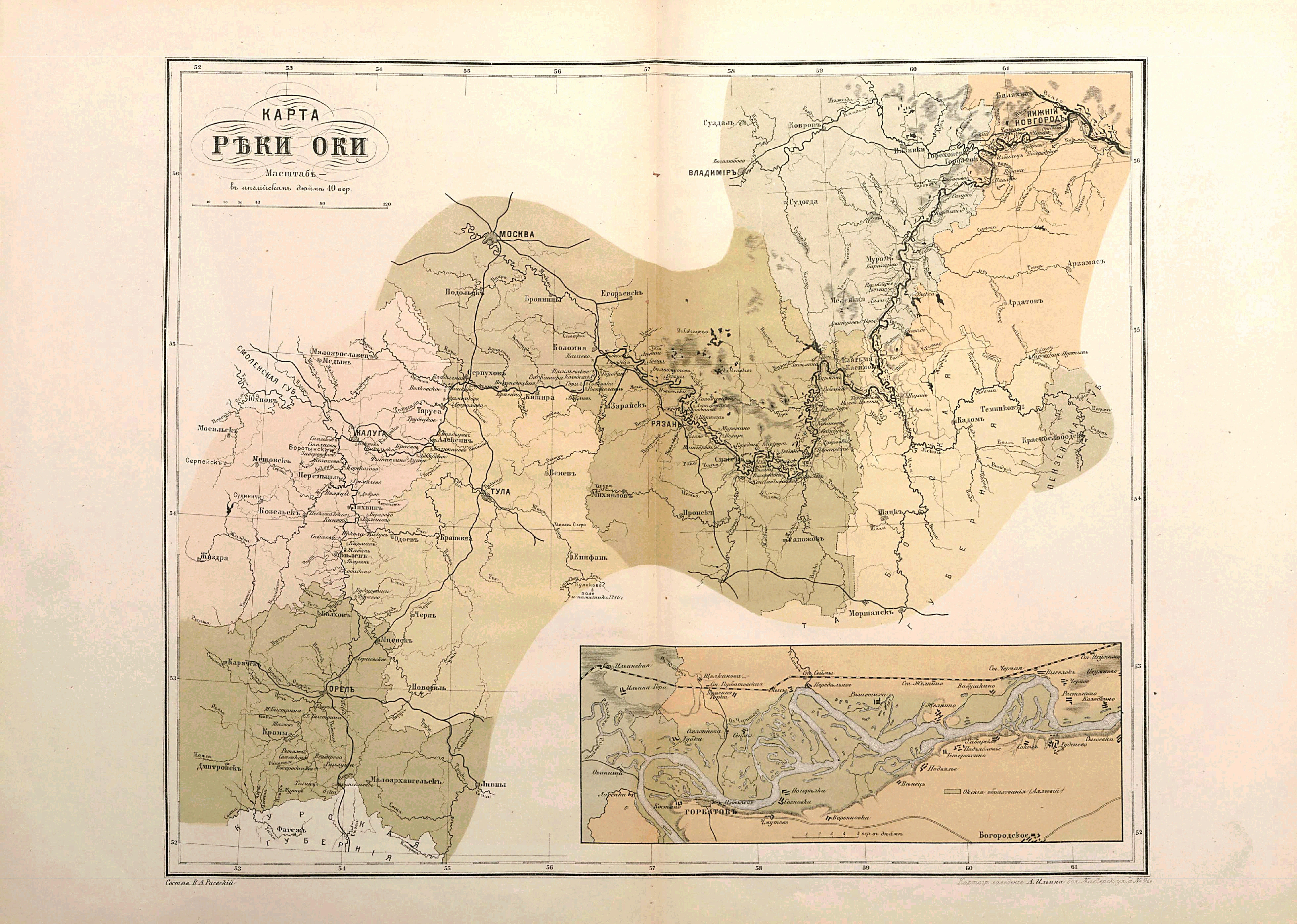
Карта реки Оки 1880 года

Река берёт начало из родника в деревне Александровка Глазуновского района Орловской области на высоте немногим более 221 м над уровнем моря. Проходит по Среднерусской возвышенности, в верховьях имеет глубоко врезанную, преимущественно узкую речную долину со значительными уклонами.
Сначала течёт в северном направлении и в Орле сливается с Орликом, в Тульской области сливается с Упой, возле Калуги при слиянии с Угрой делает резкий поворот на восток и после протекания через Алексин и Тарусу снова поворачивает на север, затем около города Протвино опять поворачивает на восток.
Участок долины реки Оки от Калуги до Алексина носит название Калужско-Алексинского каньона, с 2021 года является памятником природы — особо охраняемой природной территорией регионального значения. Его 11 кластеров занимают 3720 га и характеризуются своеобразной флорой — здесь произрастает около 25 % видов Красной книги Калужской области.
На участке от Серпухова до Ступина примерно вдоль Оки проходит граница Московской и Тульской областей. Возле города Коломны сливается с Москвой-рекой и далее, делая излучину в 10 км восточней Луховиц (в месте впадения в неё реки Цны), течёт на юго-восток до Рязани.
В Рязанской области из-за холмистых местностей у Оки наблюдается заметная извилистость. Возле слияния с Проней Ока, делая излучину, поворачивает направо, а после слияния с Парой опять течёт на север, делая возле Касимова большую излучину. Ниже на территории Ермишинского района в Оку впадает Мокша, а на территории Касимовского района — река Унжа.
Далее с заметными излучинами течёт, разделяя Владимирскую и Нижегородскую области, где протекает через Муром, Павлово (в Павловском районе в неё впадает Клязьма), Дзержинск. В конце своего течения Ока доходит до Нижнего Новгорода, где впадает в Волгу.
Высота устья — 64 м над уровнем моря.
Максимальная ширина поймы в среднем течении, в месте впадения Пры, — около 2,5 км.

## Города и области

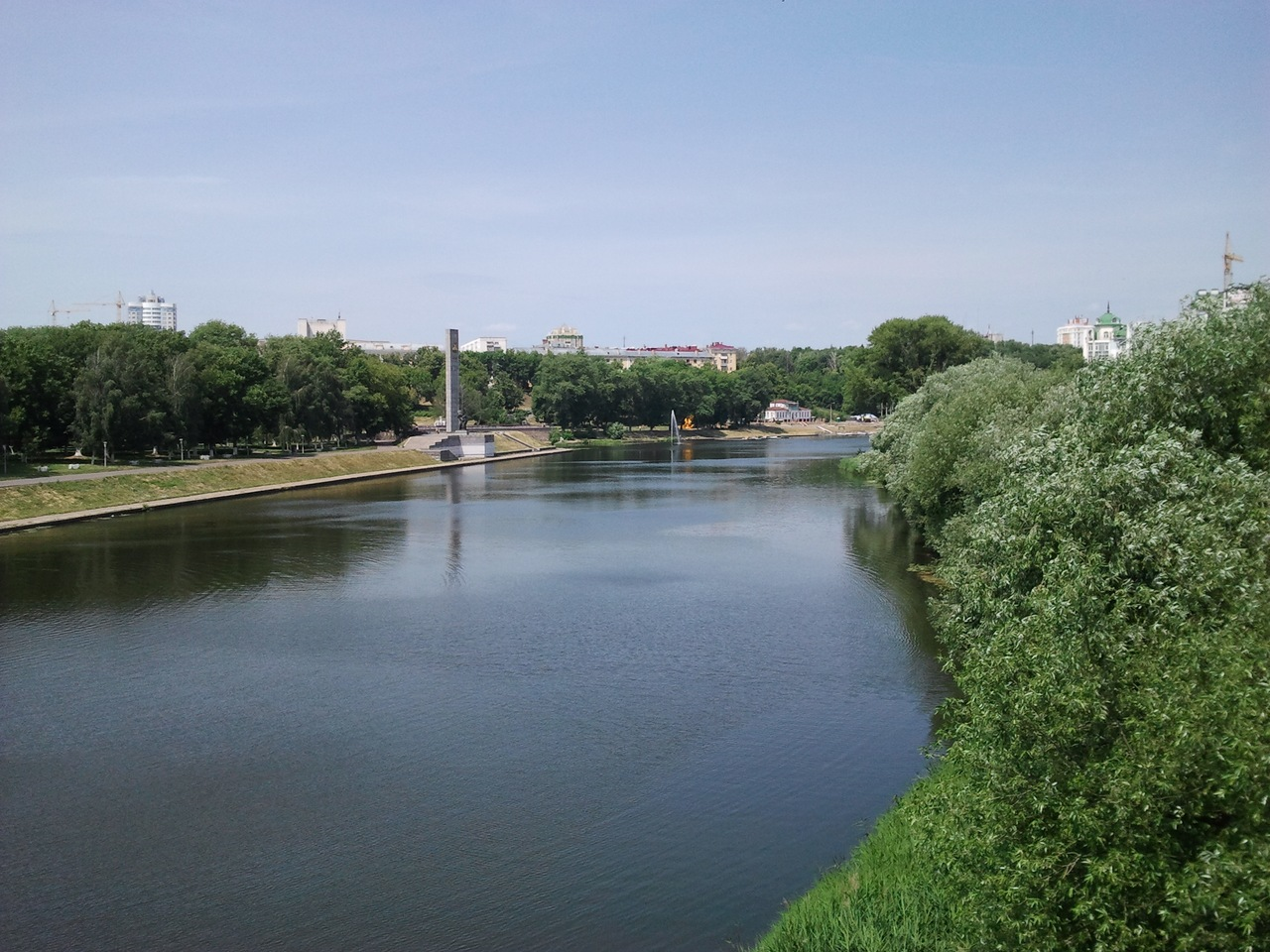
Река Ока в Орле

Ока течёт по территориям Орловской, Тульской, Калужской, Московской, Рязанской, Владимирской, Нижегородской областей. Крупнейшие города на Оке — Орёл, Калуга, Алексин, Серпухов, Кашира, Озёры, Ступино, Коломна, Рязань, Касимов, Муром, Павлово, Дзержинск и Нижний Новгород (в устье реки).
Ниже впадения реки Москвы на протяжении 100 км шлюзована. Плотины гидроузлов: Белоомутский, старый Кузьминский, (включает микро-ГЭС) и новый Кузьминский. В верхнем течении реки находятся остатки Вендеревской малой ГЭС, Шаховская малая ГЭС в Кромском районе Орловской области и плотина Орловского водохранилища. Из крупных водохранилищ в верхнем бассейне: Шатское, Черепетское, Щёкинское, небольшие Неручанское и Лубенское. В конце 1980-х годов планировалось строительство крупного Упертского водохранилища ёмкостью около 100 млн м³.
На правом берегу реки сохранились остатки древнерусского города-крепости Девягорска. По предположению археологов, к XXI веку Ока смыла около 90 % древнего поселения.

## Данные водного реестра
По данным государственного водного реестра России Ока относится к Окскому бассейновому округу, речной бассейн — Ока, речной подбассейн — бассейны притоков Оки до впадения Мокши, водохозяйственный участок реки — Ока от истока до города Орла.
Код объекта в государственном водном реестре — 09010100112110000017555.
Обслуживанием судоходства на участке от Калуги до канала Сейма занимается ФГУП «Канал имени Москвы», от канала Сейма до устья — ФБУ «Администрация Волжского бассейна внутренних водных путей».

### Притоки
Крупнейшие (большие и средние) выделены жирным шрифтом.
(расстояние от устья)
- 6,5 км: Ржавка (лв)
- 23 км: Гниличка (лв)
- 58 км: Сейма (лв)
- 87 км: Клязьма (лв)
- 103 км: Кишма (пр)
- 108 км: Каска (пр)
- Тарка (пр)
- 123 км: Кузома (пр)
- 133 км: без названия, у с. Михалицы (пр)
- 134 км: Тужа (пр)
- 145 км: Чуча (лв)
- 152 км: Виша (лв)
- 176 км: Большая Кутра (пр)
- 186 км: Мотра (лв)
- 191 км: Ушна (лв)
- 204 км: Тёша (пр)
- 206 км: Велетьма (пр)
- 222 км: Илевна (лв)
- 227 км: Дубровка (Вершинская) (лв)
- 251 км: Железница (пр)
- 260 км: Черничка (лв)
- 261 км: Салка (лв)
- 267 км: Верея (пр)
- 278 км: Сноведь (пр)
- 293 км: Кокша (Маулинка) (пр)
- 311 км: Вянка (пр)
- 322 км: Унжа (лв)
- 329 км: Ёвенка (пр)
- 342 км: Саватемка (пр)
- 350 км: Мокша (пр)
- 353 км: Пёт (пр)
- 395 км: Ташенка (пр)
- 402 км: без названия (лв)
- 408 км: Сынтулка (лв)
- 426 км: Гусь (лв)
- 437 км: Талая (лв)
- 451 км: Таловка (пр)
- 476 км: водоток Ламшинская канава (Чёрная Речка) (лв)
- 479 км: Пра (лв)
- 504 км: Штыга (лв)
- 511 км: Торта (пр)
- 513 км: Ушна (лв) впадает в протоку Ниверга
- 517 км: Мышца (пр)
- 519 км: Увязь (пр)
- 525 км: Средник (пр)
- 535 км: Тырница (пр)
- 556 км: Пара (пр)
- 569 км: Крутица (пр)
- 573 км: Ярославка (пр)
- 583 км: Непложа (пр)
- 588 км: Алёнка (пр)
- 593 км: Кистрянка (лв)
- 598 км: Кишня (лв)
- 615 км: Проня (пр)
- 632 км: Истья (пр)
- 638 км: Тысья (пр)
- 656 км: Городня[18] (пр)
- 658 км: Рака (пр)
- 674 км: Листвянка (пр)
- 699 км: Трубеж (пр)
- 722 км: Вожа (пр)
- 745 км: Солотча (Большая Канава) (лв) впадает в старое русло
- 746 км: Сосенка (пр)
- 770 км: Митяевка (лв)
- 794 км: Вобля (пр)
- 818 км: Цна (старое русло) (лв)
- 829 км: Цна (лв)
- 842 км: Щелинка (пр)
- 847 км: Чёрная (пр)
- 855 км: Москва (лв)
- 866 км: Шолоховка (лв)
- 870 км: Осётр (пр)
- 895 км: Большая Смедова (пр)
- 921 км: Каширка (лв)
- 925 км: Кремница (лв)
- 932 км: Мутенка (пр)
- 940 км: Беспута (пр)
- 940,3 км: Киреевка (лв)
- 948 км: Лопасня (лв)
- 972 км: Речма (лв)
- 979 км: Нара (лв)
- 980 км: Скнига (пр)
- 990 км: Протва (лв)
- 998 км: Туловня (лв)
- 1002 км: Скнижка (пр)
- 1006 км: Таруса (лв)
- 1017 км: Выпрейка (пр)
- 1025 км: Дряща (лв)
- 1027 км: Вашана (пр)
- 1035 км: Полянка (лв)
- 1038 км: Мышега (лв)
- 1043 км: Свинка (пр)
- 1050,6 км: Пыталь (лв)
- 1051 км: Крушма (пр)
- 1060 км: Дугна (пр)
- 1067 км: Комола (лв)
- 1075 км: Передут (пр)
- 1094 км: Ужердь (пр)
- 1104 км: Калужка (лв)
- 1112 км: Яченка (лв)
- 1122 км: Угра (лв)
- 1132 км: Высса (лв)
- 1133 км: Вырка (нижн.) (пр)
- 1142 км: Желовь (Мужачь) (пр)
- 1152 км: Птара (лв)
- 1164 км: Жиздра (лв)
- 1173 км: Вялка (лв)
- 1178 км: Свободь (пр)
- 1185 км: Жерновка (лв)
- 1189 км: Черепеть (пр)
- 1200 км: Большая Вырка (лв)
- 1202 км: Берёзовка (пр)
- 1203 км: Упа (пр)
- 1219 км: Средняя Вырка (лв)
- 1230,9 км: Вырка (средн.) (лв)
- 1231,2 км: Сетуха (лв)
- 1238 км: Литивка (лв)
- 1239 км: Веженка (пр)
- 1242 км: Пениковка (лв)
- 1243 км: Вырка (верхн.) (лв)
- 1253,3 км: Рука (лв)
- 1253,5 км: Ручица (пр)
- 1262 км: Бобрик (лв)
- 1267 км: руч. Злакома (лв)
- 1278 км: Плиска (лв)
- 1281 км: Нугрь (лв)
- 1288 км: Иста (пр)
- 1297 км: Березуйка (лв)
- 1303 км: Зуша (пр)
- 1335 км: Каменка (лв)
- 1344 км: Раткино (лв)
- 1348 км: Лисица (пр)
- 1365 км: Оптуха (пр)
- 1370 км: Цветынь (лв)
- 1372 км: Неполодь (лв)
- 1379 км: Мезенка (лв)
- 1390 км: Орлик (лв)
- 1400 км: Рыбница (пр)
- 1402 км: Цон (лв)
- 1411 км: Кнубрь (пр)
- 1418 км: руч. Добрый (лв)
- 1426 км: Ицка (лв)
- 1428 км: Крома (лв)
- 1440 км: Речица (лв)
- 1459 км: Ракитня (лв)
- 1465 км: Тросна (лв)
- 1468 км: Озерна (пр)
- 1475 км: Руда (пр)
- 1486 км: руч. Бударин (лв)
- 1491 км: Литобеж (пр)
- 1494 км: Очка (пр)

## Судоходство

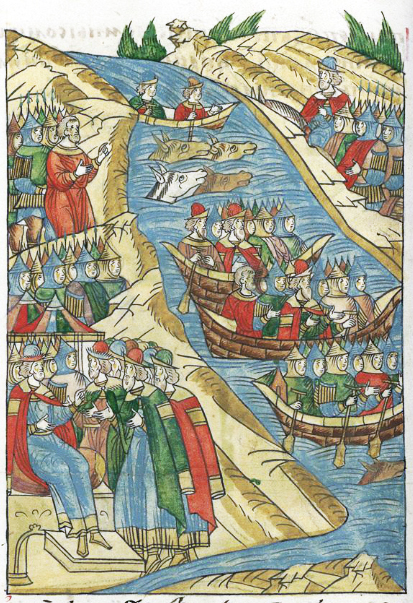
Лицевой летописный свод (XVI век). Переправа войска Дмитрия Донского через Оку

Ока — исторически важный водный путь в европейской части России. В Древней Руси Ока и её притоки были частью путей, соединяющих Дон с Волгой:
- pp. Дон — Шат — Упа — Ока;
- pp. Дон — Тихая Сосна — Зуша — Ока;
- pp. Дон — Воронеж — Ряса — волок — Хупта — Ранова — Проня — Ока.

До 1860-х годов река Ока была судоходна от города Орла, но только вниз по течению, во время половодья или с использованием накопительных плотин. В 1874—1900 годах создана первая лоция Оки (от Каширы до устья), которая в дальнейшем неоднократно обновлялась, постепенно «сдвигаясь» вниз по течению. В 1939 году вышла «Лоцманская карта реки Оки от села Щурова (устье р. Москвы) до г. Калуги». В 1960—70-е годы она находилась у села Машковичи (1170 км).
До 1990-х годов река была судоходной до г. Чекалина (1200 км от устья). В нынешнее время, условно, регулярное судоходство на реке Оке, в соответствии с «Перечнем водных путей» (распоряжение Правительства РФ от 19 декабря 2002 г. № 1800-р) начинается от города Калуги, транзитное — от города Коломны (примерно от устья реки Москвы). В 2006 году Ока исключена из «Программы обеспечения гарантированных габаритов фарватера», в 2007 году вновь включена в программу.
Ниже устья реки Москвы на протяжении 100 км река Ока шлюзована плотинами гидроузлов (Белоомутский и Кузьминский). До 2015 года глубины в судоходной части Оки достигались только, в основном, весной и осенью в период повышения уровня воды. С 2015 года, после реконструкции Кузьминского гидроузла, судоходство от Коломны до устья стало возможным в течение всей навигации. В 2021 году открылся после реконструкции новый Белоомутский гидроузел. Реконструкция Белоомутского гидроузла позволила решить проблему мелководья на Оке, обеспечить гарантированные глубины и увеличить пропускную способность участка средней Оки, являвшегося «узким» местом, на 0,91 миллиона тонн в год.
Основные грузы: стройматериалы, лес, каменный уголь, нефтепродукты, машины. Местные пассажирские перевозки осуществляются на ограниченных участках реки ниже Калуги. Транзитное судоходство возможно на участке Оки от Коломны до Нижнего Новгорода. Речные круизы осуществляются по маршруту: Москва — Уфа, Москва — Нижний Новгород — Ярославль — Рыбинск — Москва (маршрут Московская кругосветка), а также Москва — Пермь и Москва — Астрахань. Местное пассажирское судоходство осуществляется на теплоходах «Москвич» в пределах городского водохранилища города Орла.
В начале нулевых транспортное и пассажирское судоходство на Оке отсутствовало (ориентировочно с 2005 года). Также около 2006 года полностью прекращено массовое судоходство судов типа «Окский» и «Ока», которые составляли основную долю судоходства на Оке. Около 2006 года была такая информация: ГУП «Канал имени Москвы», занимающееся обслуживанием судоходных путей Московского бассейна, объявило о невозможности поддержания гарантированных глубин на всём 1200-километровом судоходном участке реки Оки от г. Калуга до устья, а также на 170-километровом участке реки Москвы от шлюза КиМ № 8 до устья. Это означало прекращение обслуживания судоходных техническими участками пути. Судоходную обстановку уже сняли, дноуглубительные работы не проводили. Судоходство присутствовало лишь в самом нижнем течении у устья до затона Дуденево. После реконструкции Кузьминского и Белоомутского гидроузлов ситуация поменялась. Восстановилось судоходство от устья Москвы до Нижнего Новгорода, теперь в расписании крупнейших теплоходных компаний есть рейсы по Оке.

##### Действующие транспортные линии по Оке
- Порт Серпухов — Сады[21] Пункт Сады напротив Серпухова
- Прогулочные рейсы Порт Серпухов — Поленово, Порт Серпухов — Пущино[21]
- Порт Коломна. Бачманово — Притыка. Рейс в субботу утром и воскресенье вечером.[22]
- Москва — Коломна — Константиново — Рязань — Москва (круиз Окская классика).
- Москва — Коломна — Константиново — Рязань — Касимов — Муром — Нижний Новгород (круиз Солнечная Ока)
- Московская кругосветка (несколько рейсов за навигацию, в расписании на теплоходах «Бородино» и «Григорий Пирогов» есть планы и на летнюю навигацию 2022 года).
- Нижний Новгород — Дзержинск (ежедневно) — Павлово (по отдельным дням недели) — Муром (по отдельным датам) (СПК «Валдай»)

## Мосты
Через реку наведено 73 постоянно действующих моста. Помимо этого работает около десятка паромных переправ. 
- Канавинский мост
- Нижегородский метромост
- Молитовский мост
- Мызинский мост
- Сартаковский железнодорожный мост
- Стригинский мост
- Павловский понтонный мост
- Мост через Оку (М12)
- Муромский мост
- Муромский железнодорожный мост
- Касимовский мост
- Окский высоководный мост (Рязань)
- Новый Коломенский мост
- Коломенский железнодорожный мост
- Старый Коломенский мост
- Озёрский понтонный мост
- Каширский железнодорожный мост
- Каширский мост (трасса M6)
- Мост трассы М4
- Мост трассы М2
- Серпуховской железнодорожный мост
- Алексинский автодорожный мост (старый, однополосный)
- Алексинский автодорожный мост (новый, трёхполосный)
- Алексинский железнодорожный мост
- Дугнинский понтонный мост
- Транспортёр Ферзиковского цементного завода[23]
- Гагаринский мост (Калуга)
- Пучковский мост (Калуга)
- Анненский мост (Калуга)
- Перемышльский мост
- Раздольная эстакада (Орёл)[24]
- Костомаровский пешеходный мост
- Пешеходный мост на плотине ТЭЦ (Орёл)
- Октябрьский (Герценский) мост (Орёл)
- Красный мост (Орёл)
- Мост Дружбы Народов (Орёл)
- Железнодорожный мост в (Орле) (участок Орёл — Кромская)
- Лужковский мост в Орле
- Мост «Ботаника» (Орёл)
- Железнодорожный мост (Орёл) (участок Лужки-Орловские — Саханская)
- Мост объездной дороги (Орёл) (часть автодороги М-2)
- Мост в деревне Гать
- Пешеходный мост у деревни Большая Фоминка
- Мост у села Альшань
- Мост у деревни Кузницы
- Мост в деревне Добрая
- Мост у поселка Добрый
- Мост в селе Шахово
- Шаховская мост-плотина
- Железнодорожный мост на линии Орёл — Льгов
- Мост у деревни Шумаково
- Пешеходный мост у деревни Родина
- Мост у села Гуторово
- Мост у села Арбузово
- Мост у деревни Семенково
- Мост у деревни Короськово
- Мост у села Макеево
- 2 моста у села Богородское
- Мост у поселка Село
- 2 моста в селе Тагино
- 2 моста у деревни Новый Хутор
- Плотина у деревни Степная
- Мост у деревни Александровка
- Насыпь с трубой у деревни Александровка

## История
Ока сыграла большую роль в истории России. В эпоху славянской колонизации Северо-Восточной Руси она была одним из главных путей, по которому расселялись славяне, в частности, вятичи в верхнем и среднем течение Оки и кривичи в нижнем. В XIV—XVII веках Ока играла значимую роль как оборонительный рубеж Московского княжества и централизованного Русского государства против набегов из степи. Возникшая на ней линия укреплений, известная как Берег, стала наиболее ранней и северной оборонительной линией, предшествовавшей Большой засечной черте и другим линиям.

## Достопримечательности
- Дома-музеи Циолковского и Чижевского в Калуге.
- застройка XIX века в городе Алексине.
- Усадьба Поленово в Заокском районе Тульской области.
- город Таруса с исторической застройкой и музеями Паустовского и Цветаевой.
- Серпуховский историко-художественный музей и остатки Серпуховского кремля в Серпухове.
- Приокско-Террасный заповедник
- застройка XIX века в городе Кашире.
- Коломенский кремль и историческая застройка центра Коломны.
- Музей-заповедник Сергея Есенина в селе Константиново Рязанской области.
- Рязанский кремль
- Старая Рязань
- мусульманские и православные памятники Касимова, историческая застройка XVIII—XIX веков.
- Карачарово и исторический центр XIX века в Муроме.
- Купеческий город Павлово.
- Шуховская башня близ Дзержинска.
- Нижегородский кремль и нагорная сторона Нижнего Новгорода, здание Нижегородской ярмарки

## Обмеление
Примерно с середины XX века Ока постепенно мелеет. В районе Каширы за этот период река обмелела на 2 метра, в Серпухове — на 1,6 метра. В 2007 году из-за падения уровня воды в реке частично было приостановлено судоходство. Ситуация повторилась в 2014 и 2015 гг., отчего значительные убытки понесли туристическая отрасль и грузоперевозчики. Обмеление Оки крайне негативно сказывается на её ихтиофауне, началось исчезновение некоторых видов рыб. В 2007 году на дноуглубительные работы были выделены средства из федерального бюджета, однако сами работы так и не были начаты. В 2021 году работы по борьбе с обмелением были возобновлены. В районе города Алексин земснаряд производит очистку и углубление дна Оки в течение всего сезона навигации.

## Галерея

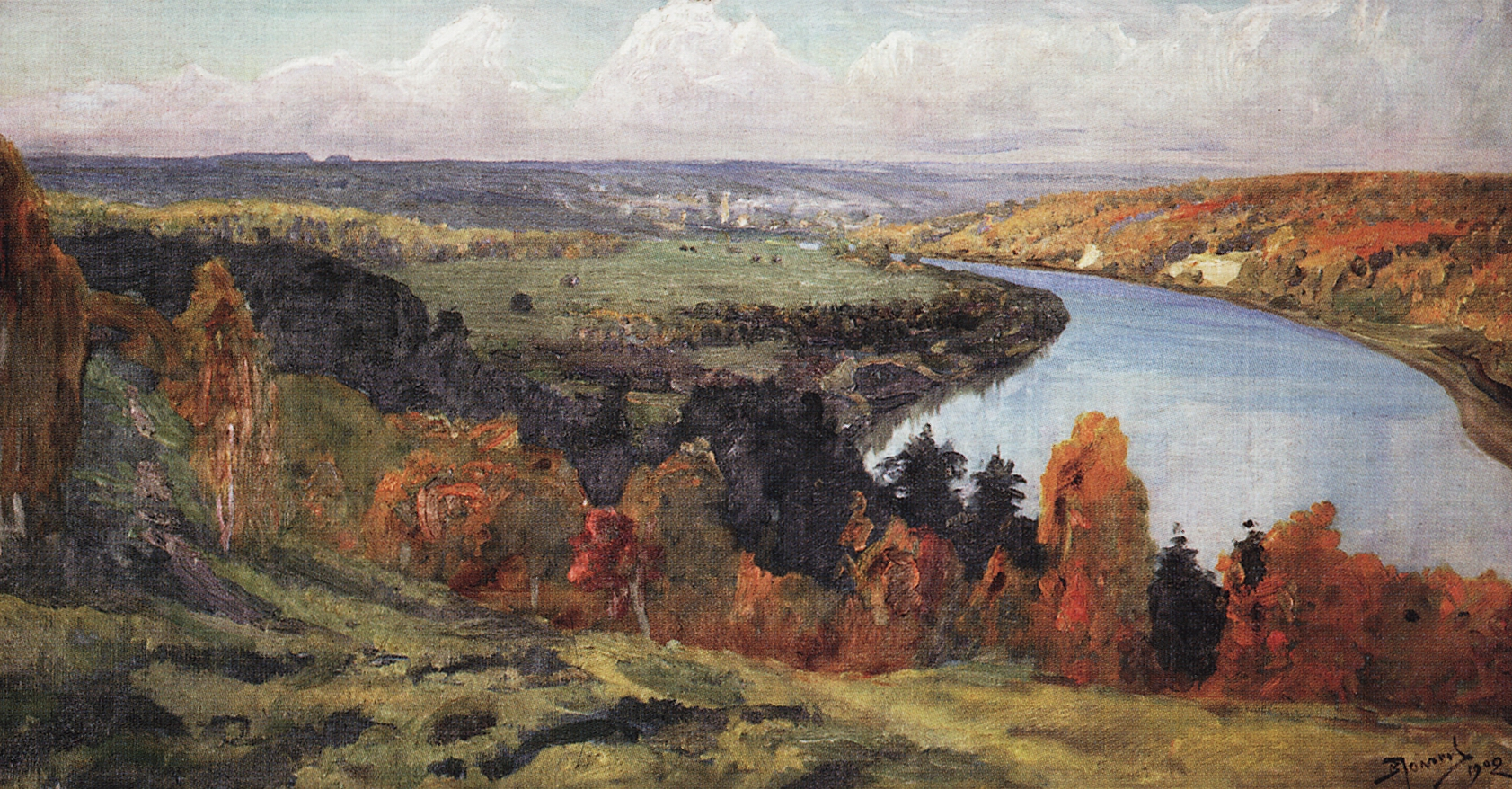
Долина Оки, Василий Поленов, 1902
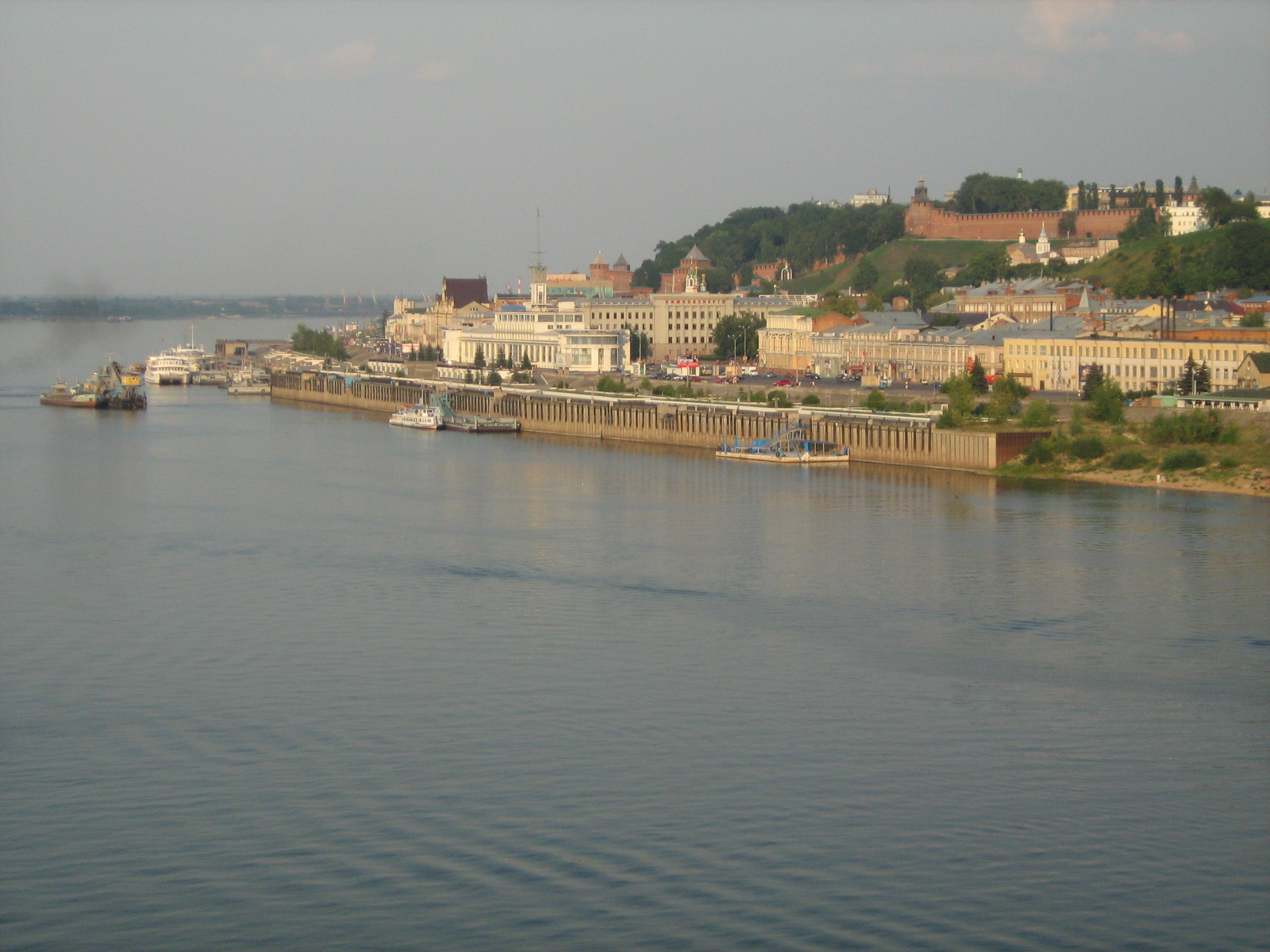
Вид на Нижегородский кремль
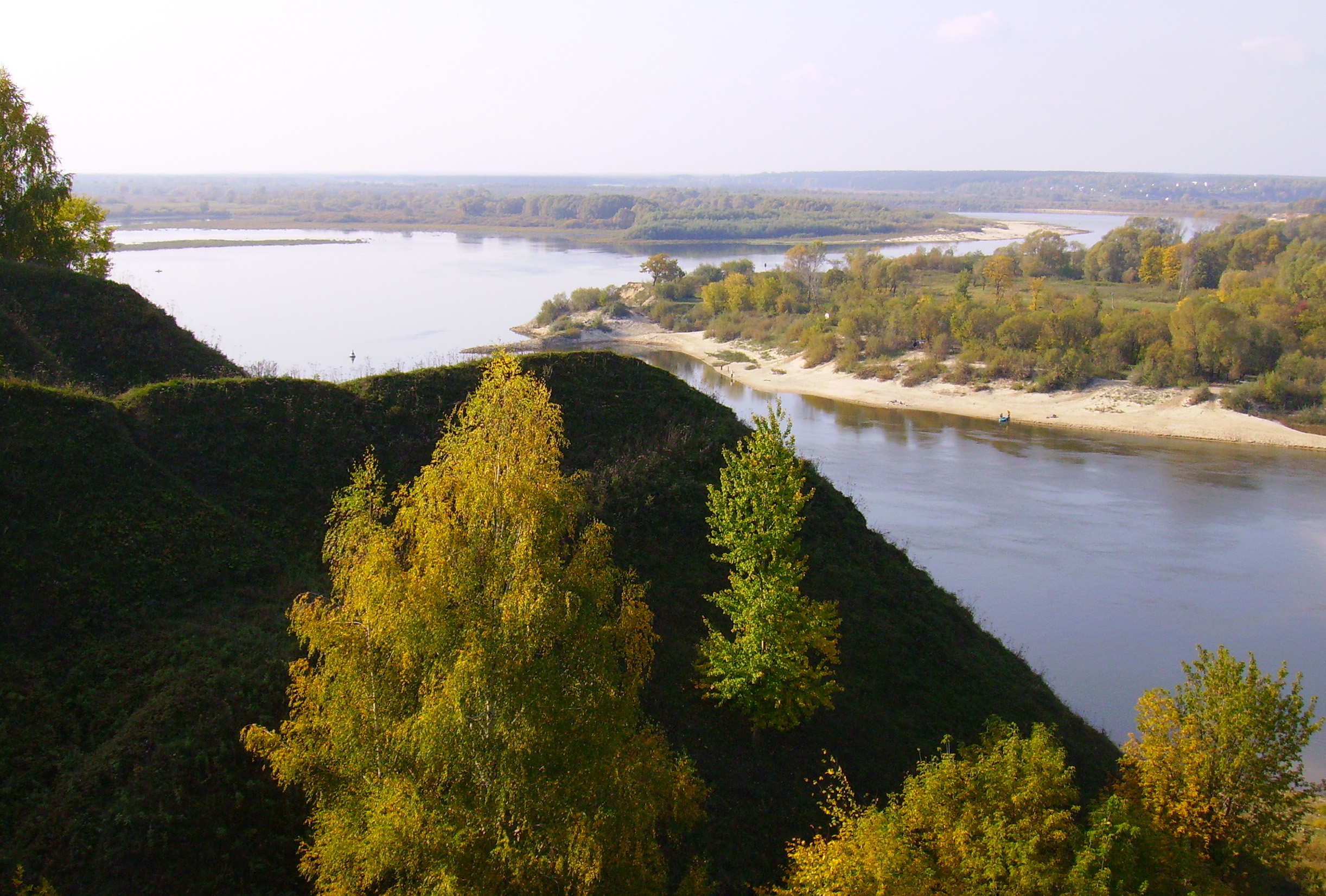
На Оке у Павлова
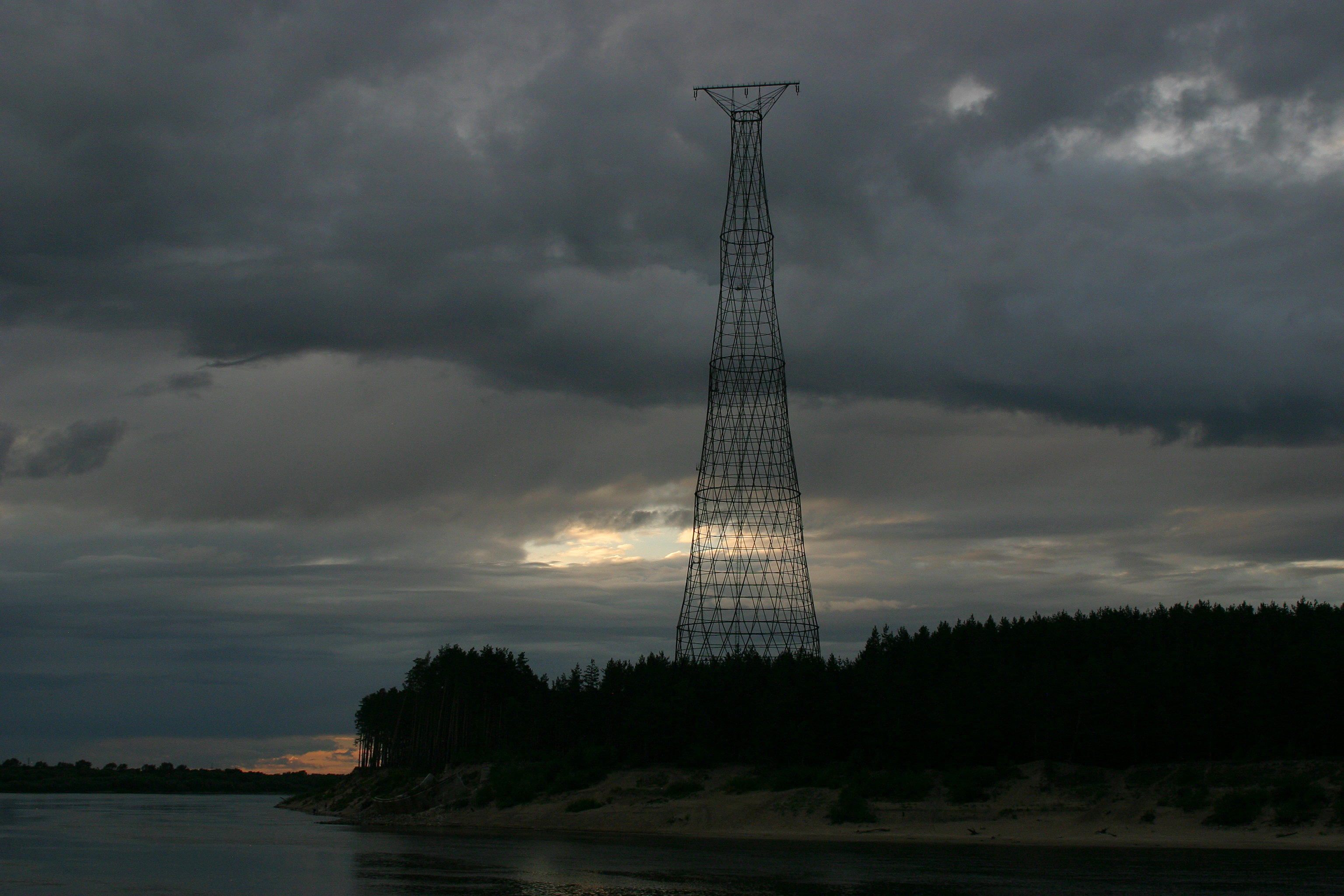
Шуховская башня в Дзержинске
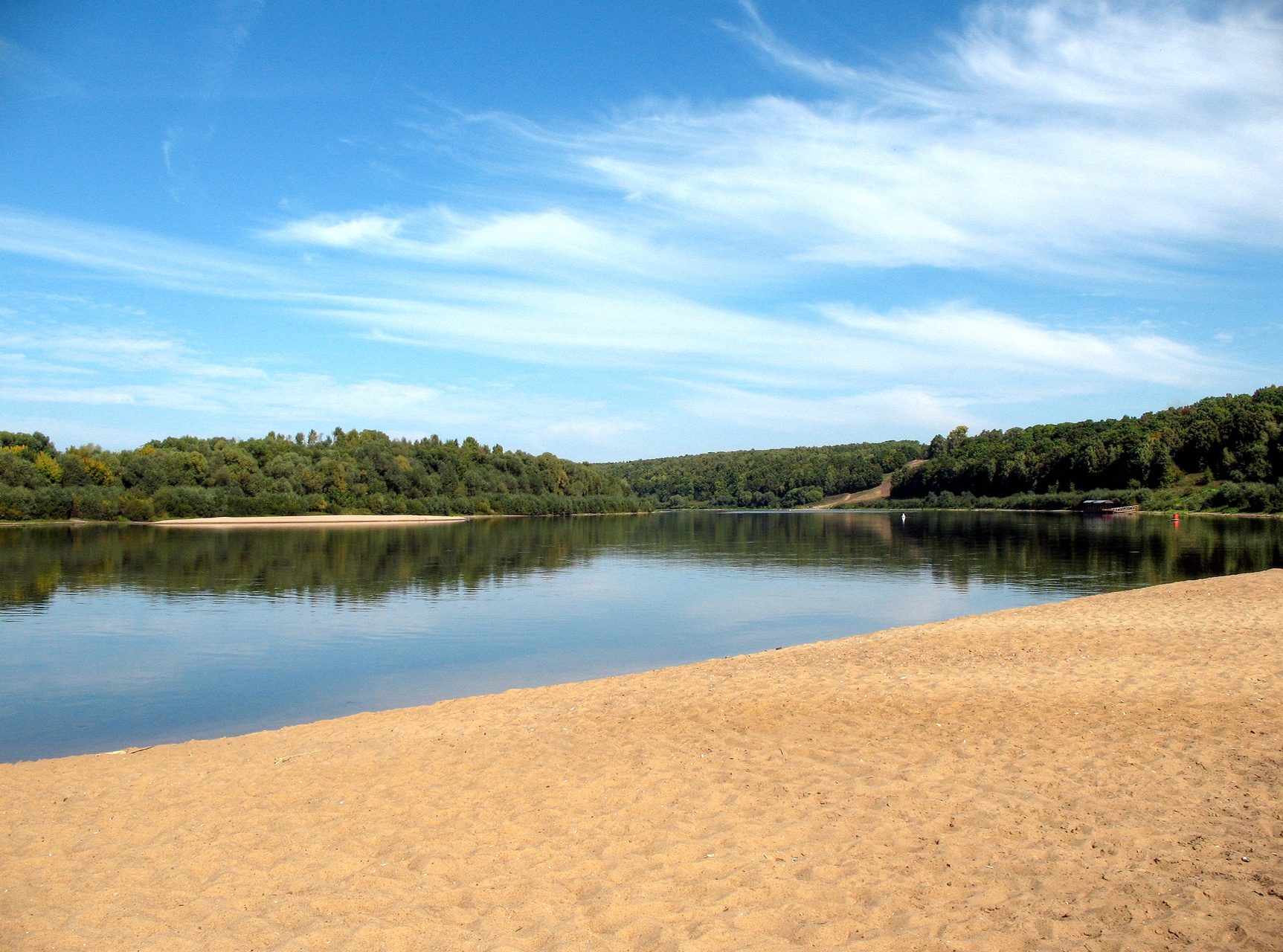
Река Ока в районе музея-заповедника «Поленово»
Ока в районе города Серпухова
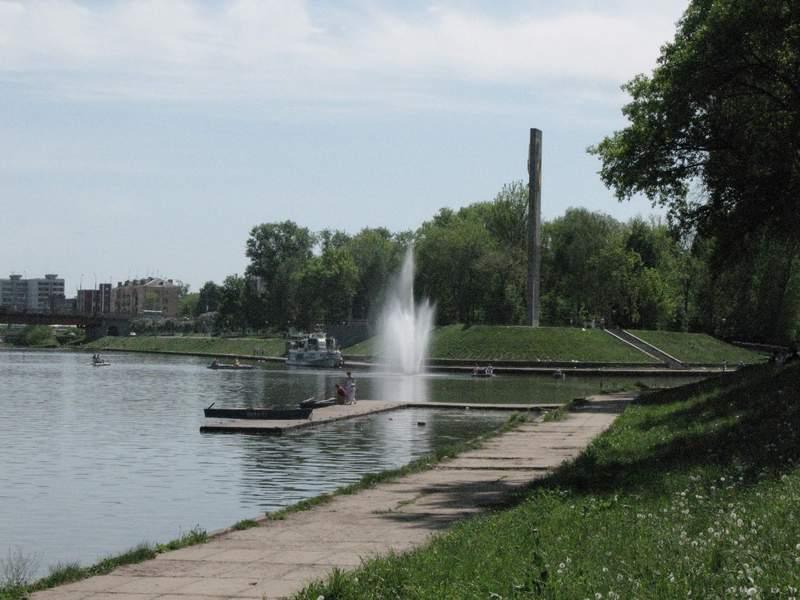
Река Ока в историческом центре города Орла (центральный парк)
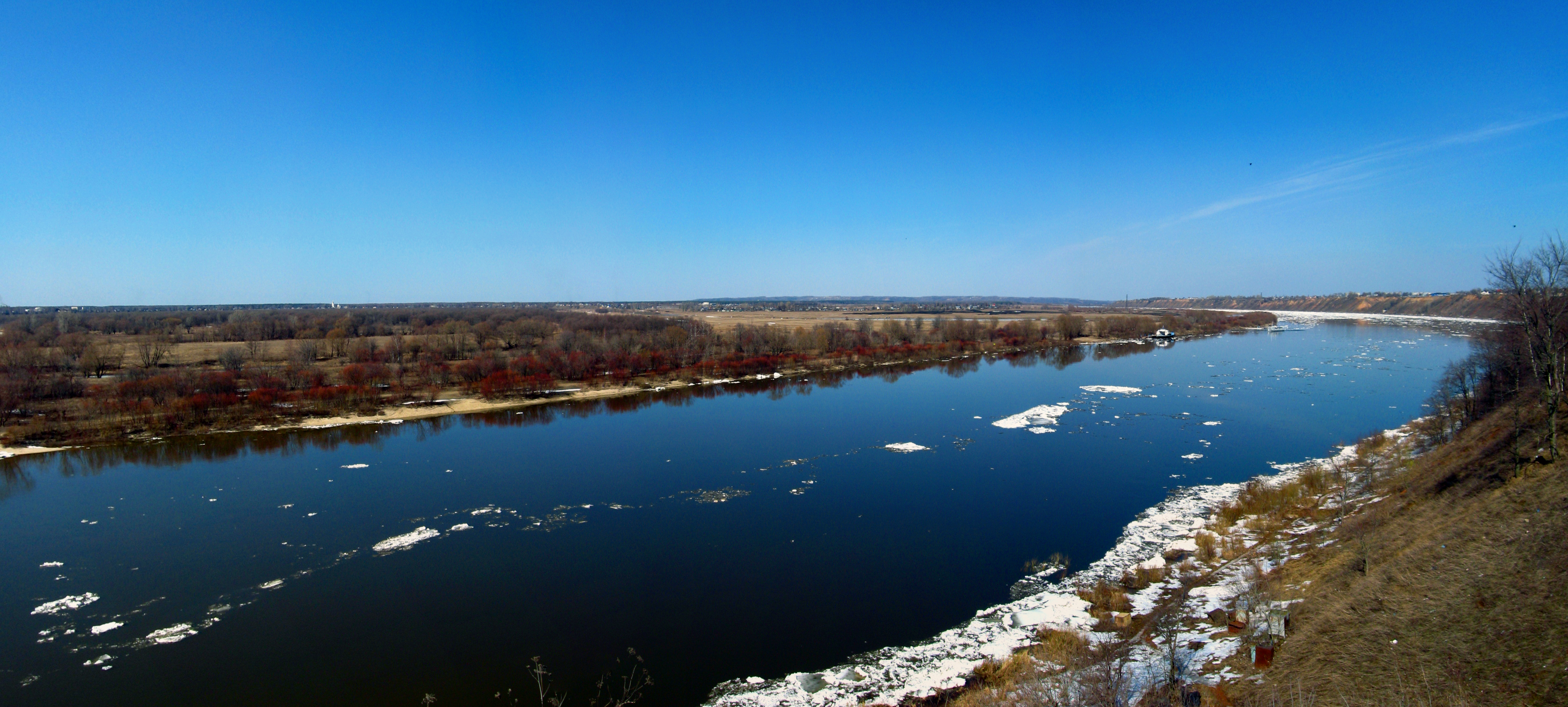
Ледоход на Оке
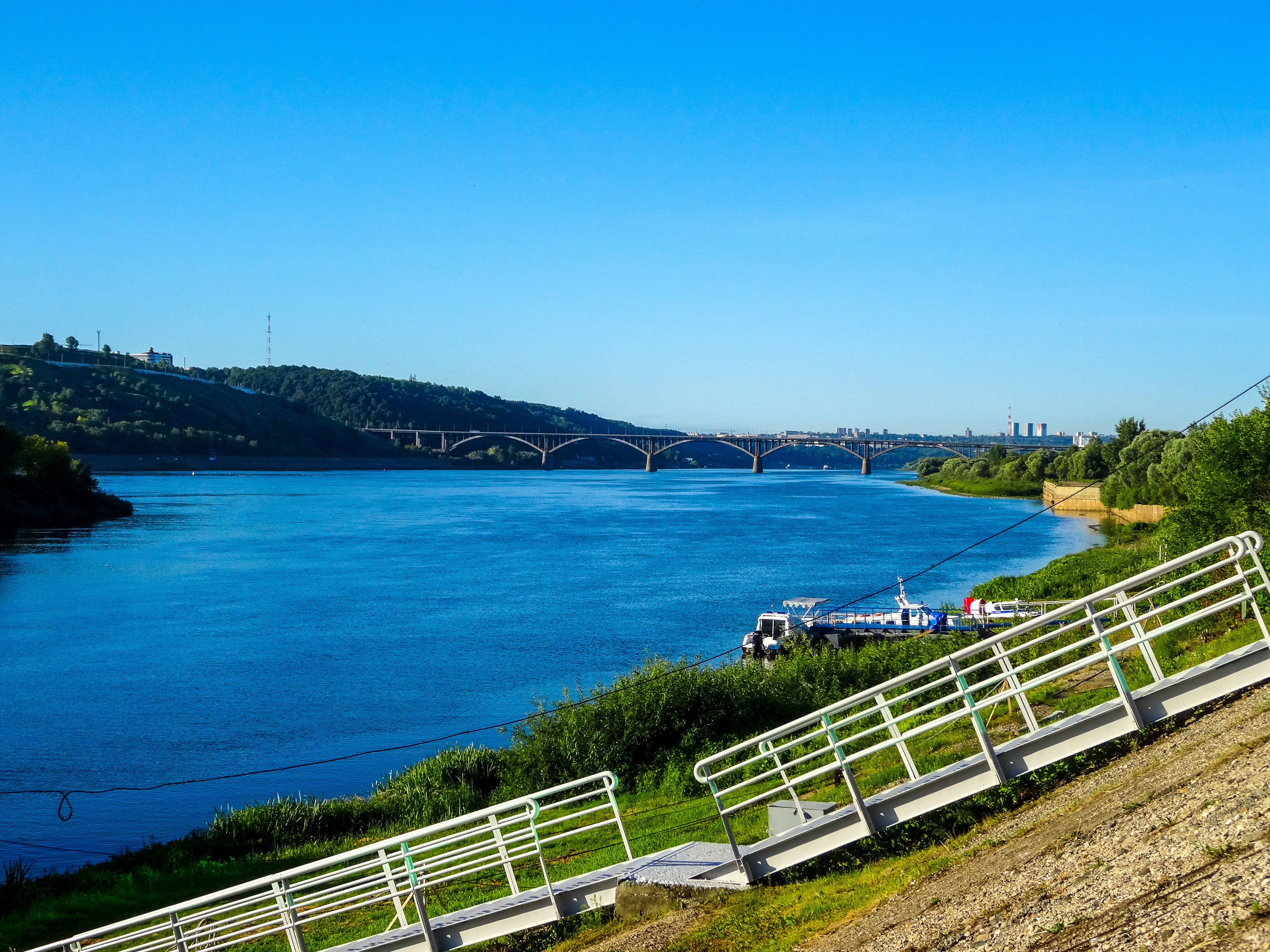
Вид на Молитовский мост с набережной Оки. Июль 2014
Ока в районе Рязанского лесопарка
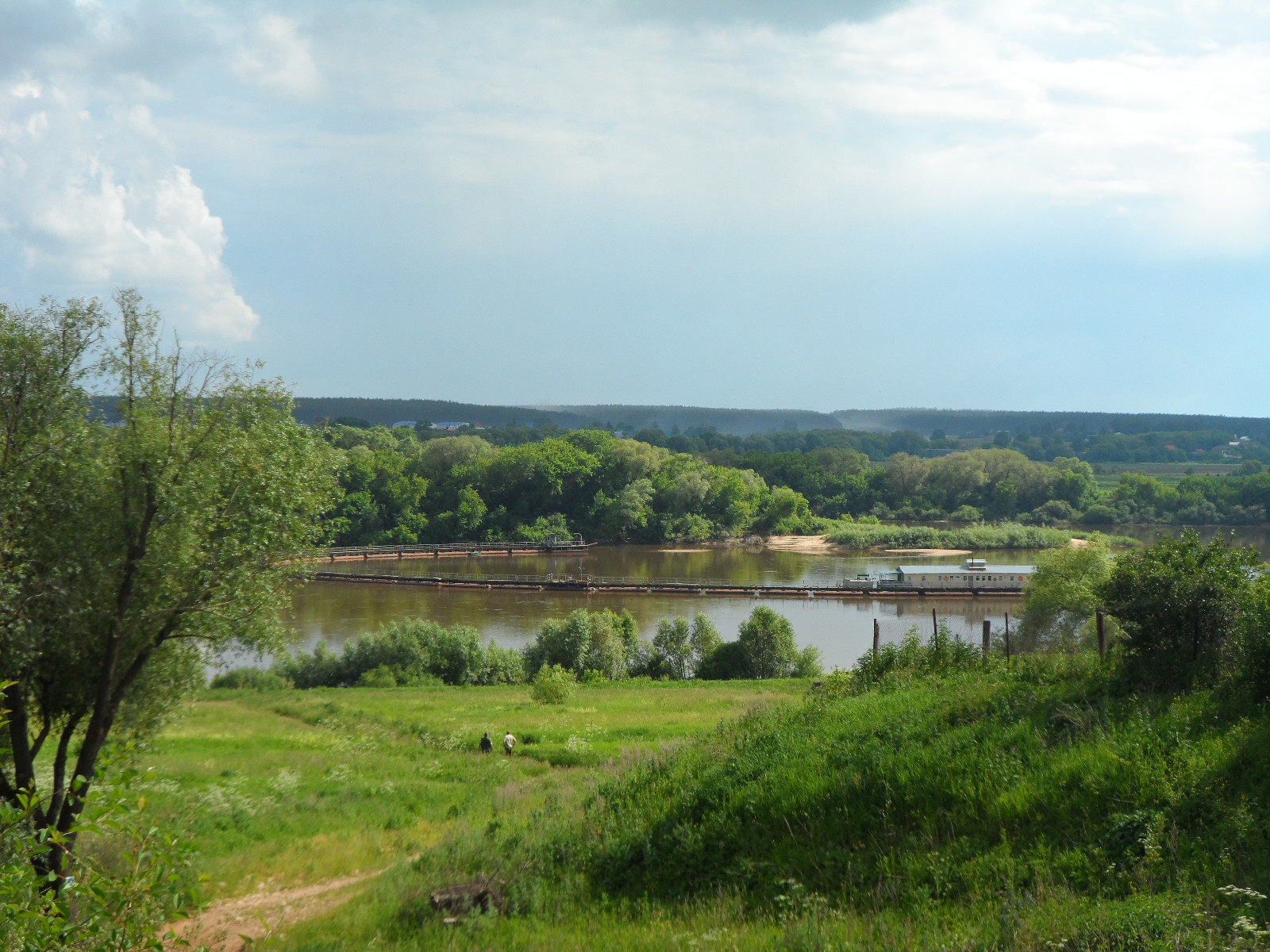
Ока в районе села Белые Колодези